# Une femme d'exception
Pour plus de détails, voir Fiche technique et Distribution.
Une femme d'exception (On the Basis of Sex) est un drame biographique américain réalisé par Mimi Leder, sorti en 2018. Le film est basé sur la vie de la juge à la Cour suprême américaine Ruth Bader Ginsburg. Les rôles principaux sont attribués à Felicity Jones (qui joue Ruth Bader Ginsburg), Armie Hammer, Justin Theroux, Jack Reynor, Cailee Spaeny, Sam Waterston, et Kathy Bates.
La première mondiale du film a eu lieu le 8 novembre 2018 au AFI Fest et il a été diffusé aux États-Unis à partir du 25 décembre 2018 par Focus Features. Le film reçoit généralement de bonnes critiques, il est décrit comme « bien intentionné bien qu’imparfait », et la performance de Felicity Jones est saluée.

## Synopsis
Ruth Ginsburg est une jeune femme intelligente, combative, déterminée à devenir avocate comme son mari. En ces années 1950, elle fait partie des quelques femmes admises à Harvard. Brillante, elle surclasse ses condisciples. Son mari, Martin, est atteint d'un cancer, elle fait face, assiste aux cours qu'il devrait suivre tout en s'occupant de leur fillette. Son mari guérit et entre dans un grand cabinet à New-York. Malgré le désaccord du doyen d'Harvard elle le suit. Femme, mère et juive elle n'a aucune chance d'intégrer un grand cabinet. Elle accepte un poste de professeur de droit. Ses étudiants, sa fille l'amènent à prendre à cœur les nombreuses discriminations basées sur le sexe, si elles visent les femmes. Il faut trouver un cas où un homme en est victime pour prouver aux juges conservateurs que ces inégalités sont anticonstitutionnelles et contraires à l'évolution de la société. Ruth va engager le combat.

## Fiche technique
Sauf indication contraire, les informations mentionnées dans cette section peuvent être confirmées par les bases de données cinématographiques IMDb et Allociné,  présentes dans la section « Liens externes ».
- Titre original : On the Basis of Sex
- Titre français : Une femme d'exception
- Réalisation : Mimi Leder
- Scénario : Daniel Stiepleman
- Musique : Mychael Danna, Kesha (interprète des chansons du film)
- Direction artistique : Raymond Dupuis, Camille Parent et Paola Ridolfi
- Décors : Nelson Coates
- Costumes : Isis Mussenden
- Photographie : Michael Grady
- Son : Christian T. Cooke, Steve Neal, Jill Purdy, Brad Zoern
- Montage : Michelle Tesoro
- Production : Robert W. Cort (en) et Jonathan King
  - Production déléguée : Betsy Danbury, Karen Loop, Jeff Skoll et Daniel Stiepleman
  - Production associée : Erin F. Larsen et Carlen Palau
- Sociétés de production :
  - États-Unis : Participant, Robert Cort Productions et Dreamworks Pictures (Storyteller Distribution Co. LLC détenteur des droits d'auteur)
  - Chine : Alibaba Pictures Group
  - Canada : avec la participation du crédit d'impôt pour les services de production du Québec
- Sociétés de distribution : Focus Features (États-Unis) ; China Film Group Corporation (Chine) ; Mars Distribution (France) ; WW Entertainment (Belgique) ; Ascot Elite Entertainment Group (Suisse romande)
- Budget : 20 millions USD[2]
- Pays de production :  États-Unis[3],[N 1]
- Langue originale : anglais
- Format : couleur — Codex Digital (en) — 1,85:1 (Panavision) — son Dolby Digital
- Genre : drame, biographie, historique
- Durée : 120 minutes
- Dates de sortie[4] :
  - États-Unis : 8 novembre 2018 (AFI Fest) ; 25 décembre 2018 (sortie limitée) ; 11 janvier 2019 (sortie nationale)
  - France, Suisse romande : 2 janvier 2019[5],[6]
  - Québec : 4 janvier 2019 (sortie limitée) ; 11 janvier 2019 (sortie nationale)[7]
  - Belgique : 6 mars 2019[8]
  - Chine (Hong Kong) : 14 mars 2019
- Classification[9] :
  - États-Unis : accord parental recommandé, film déconseillé aux moins de 13 ans (PG-13 - Parents Strongly Cautioned)[N 2]
  - Chine : pas de système
  - France : tous publics [10]
  - Belgique : tous publics (Alle Leeftijden)[8]
  - Suisse romande : interdit aux moins de 6 ans[11]
  - Québec : tous publics (G - General Rating)[7]

## Distribution
- Felicity Jones (VF : Flora Brunier ; VQ : Rachel Graton) : Ruth Bader Ginsburg
- Armie Hammer (VF : Valentin Merlet ; VQ : Alexandre Fortin) : Martin D. Ginsburg
- Justin Theroux (VF : Jérôme Pauwels ; VQ : Marc-André Bélanger) : Melvin « Mel » Wulf
- Kathy Bates (VF : Denise Metmer ; VQ : Claudine Chatel) : Dorothy Kenyon
- Sam Waterston (VF : Benoît Allemane ; VQ : Marc Bellier) : Erwin Griswold (en)
- Cailee Spaeny (VF : Clara Quilichini ; VQ : Kaly Roy) : Jane C. Ginsburg (en)
- Stephen Root (VF : Emmanuel Jacomy ; VQ : Manuel Tadros) : le professeur Ernest Brown
- Jack Reynor (VF : Gauthier Battoue ; VQ : François-Simon Poirier) : James H. « Jim » Bozarth
- Ronald Guttman : le professeur Gerald Gunther (en)
- Chris Mulkey (VF : Jean Barney) : Charles Moritz
- Gary Werntz (VF : Gabriel Le Doze) : le juge William Edward Doyle (en)
- Francis X. McCarthy (en) (VF : Bernard Lanneau) : le juge Fred Daugherty
- Ben Carlson (en) (VF : Patrick Borg) : le juge William Judson Holloway Jr. (en)
- Wendy Crewson : Harriet Griswold
- John Ralston (VF : Guillaume Orsat) : Tom Miller
- Angela Galuppo (en) (VF : Christèle Billault) : Emily Hicks
- Tom Irwin (VF : Bernard Lanneau) : Greene

 Source et légende : version française (VF) sur RS Doublage ; version québécoise (VQ) sur Doublage.qc.ca.

## Accueil

### Accueil critique
Très positif au sujet du film, Ouest France y voit « un biopic féministe et très inspirant ».
Le Parisien est plus mesuré, écrivant que « certaines scènes [...] sentent un peu trop le savon pour avoir l’air totalement authentiques, mais le long-métrage montre assez habilement les obstacles qu’a dû franchir RBG dans l’Amérique des années 50 ».

## Distinctions

### Récompenses

#### 2018
- Heartland Film : Prix du film le plus émouvant pour Mimi Leder

#### 2019
- Humanitas Prizes : meilleur long métrage dramatique pour Daniel Stiepleman
- ReFrame : meilleur film
- Women's Image Network Awards : meilleur long métrage

### Nominations

#### 2018
- Hollywood Music In Media Awards (HMMA) : meilleure chanson originale pour un long métrage pour Kesha, Drew Pearson et Wrabel
- Women Film Critics Circle Awards :
  - Prix Karen Morley
  - Meilleure égalité des sexes

#### 2019
- AARP Movies for Grownups Awards :
  - Meilleure réalisatrice pour Mimi Leder
  - Meilleure histoire d'amour d'adulte
- Cinema for Peace Awards : Prix du cinéma pour la paix pour l'autonomisation des femmes
- Women's Image Network Awards :
  - Meilleur film réalisé par une femme pour Mimi Leder
  - Meilleure actrice dans un long métrage pour Felicity Jones
  - Meilleure actrice dans un second rôle dans un long métrage pour Kathy Bates
  - Meilleure actrice dans un second rôle dans un long métrage pour Cailee Spaeny
- Young Artist Awards : Meilleur second rôle masculin dans un film (Jeune acteur) pour Callum Shoniker

#### 2020
- Young Entertainer Awards : meilleur jeune acteur dans un long métrage pour Callum Shoniker

## Éditions en vidéo
- En France, le film Une femme d'exception est sorti en VOD le 10 avril 2019[5], puis en DVD le 8 mai 2019[15].
- Au Québec, le film est sorti en DVD / Blu-ray le 9 avril 2019[13].